# Call of Duty: Modern Warfare II
Call of Duty: Modern Warfare II – komputerowa gra akcji z serii Call of Duty wyprodukowana przez amerykańskie studio Infinity Ward i wydana przez Activision. Gra została wydana 28 października 2022 roku na platformy PC, PlayStation 4, PlayStation 5, Xbox One oraz Xbox Series X|S. Jest to dziewiętnasta część serii i kontynuacja gry Call of Duty: Modern Warfare z 2019 roku, oraz reboot gry Call of Duty: Modern Warfare 2 z 2009 roku.

## Fabuła
Akcja zaczyna się wkrótce po wydarzeniach z Call of Duty: Modern Warfare. Fabuła koncentruje się na działaniach specjalnej grupy Task Force 141. Tym razem żołnierze muszą zmierzyć się z problemem skradzionych amerykańskich pocisków balistycznych przez irańskich terrorystów.